# Уральский машиностроитель (санаторий)
Санаторий «Уральский машиностроитель» — учреждение, построенное как дом отдыха для рабочих Уралмашзавода. Существовавовал в советские годы и располагался на землях нынешнего города Новоуральска. В годы Великой Отечественной войны здесь размещался Центральный санаторий-госпиталь РККА «Архангельское», эвакуированный из Подмосковья.

## Расположение
Санаторий «Уральский машиностроитель» располагался на месте нынешней новоуральской школы-интерната № 53, по не существующей  ныне улице УЗТМ (сейчас в конце улицы Чурина), в южной части бывшего Первого Финского посёлка (ныне юг Привокзального района), на восточном склоне Трубной горы.

## История
В первой половине XX века, до начала Великой Отечественной войны, в окрестностях посёлка Верх-Нейвинского стал зарождаться курортный очаг. На берегу Верх-Нейвинского пруда началось строительство домов отдыха железнодорожников и свердловского треста «Росглавхлеб» (ныне санаторий «Зелёный мыс»), а также санатория Уралмашзавода «Уральский машиностроитель». Появление в данной местности курортного городка было вполне возможным, но война нарушила планы.
Строительство санатория «Уральский машиностроитель» началось в 1939 году на месте нынешней школы-интерната № 53. Руководил стройкой отдел капитального строительства  жилищно-коммунального управления УЗТМ. Строительство санатория возглавлял главный инженер Виктор Николаевич Анфимов, который родился в 1902 году в  уездном городе Арзамасе Нижегородской губернии. В родном городе Виктор закончил реальное училище и познакомился с писателем Аркадием Гайдаром. Прорабом на стройке был Леонид Васильевич Салов, монтажником — начальник цеха Гаврил Сафронович Тарасенко. Он занимался монтажом электростанции, водопровода с насосной станцией и котельной. Воду брали из Верх-Нейвинского пруда. Сначала были построены два двухэтажных корпуса из бруса, насосная станция, котельная и временные дома для рабочих и сотрудников, а также конюшни для лошадей. На строительстве санатория были заняты слесари-сантехники С. Н. Лукин, А. С. Султанов и Ф. С. Табаков, механик В. Е. Петухов, электротехник Г. Баженов, кровельщик В. С. Иганшин, каменщики Н. М. Сударчиков и В. И. Коноплёв, штукатуры Путенко и Наумин, столяр Нестеров, маляры А. Н. Новиков, А. Узинцев, Хмельков и Барабанов, дорожный мастер А. М. Гречухин, а также рабочие Б. Сабончеева, А. И. Попов, Зинатдулин, Шагиахметов и другие.
В сентябре 1940 года на стройке работал плотником-конопатчиком Егор Тимофеевич Морозов, который жил со своей семьёй в отстроенном рядом бараке. 4 июля 1941 года Морозов был призван в Красную армию, его жена — Анна Егоровна Слобожанина — осталась с четырьмя детьми и устроилась на работу уборщицей в столовой санатория. Егор Морозов воевал на фронте Великой Отечественной войны под Ленинградом. После тяжёлого ранения в 1943 году Егор приезжал домой в отпуск, но спустя пять месяцев был вновь призван на фронт и 13 апреля 1945 года погиб в боях. Имя Морозова высечено в 1991 году на городском мемориале воинам Великой Отечественной войны.
В начале 1941 года в санатории «Уральский машиностроитель» были размещены первые отдыхающие — работники завода, среди которых была дочь В. Н. Анфимова Ирина. Первым директором санатория был Семёнов. Однако уже в конце года санаторий был передан под госпиталь. Здесь организовали работу женщин-домохозяек и производственных рабочих, которые после рабочей смены на заводе «Б» или на строительстве завода № 484 помогали перевозить оборудование и инвентарь, а также наводили порядок в помещении. К октябрю 1941 года госпиталь был готов принимать раненых. Из Подмосковья сюда эвакуировали Центральный военный клинический санаторий «Архангельское». Вместе с ним был эвакуирован музей-усадьба «Архангельское», который разместили в здании нынешней Детской школы искусств посёлка Верх-Нейвинского. Начальником госпиталя-санатория был полковник медицинской службы Яков Андреевич Ошмарин. Его заместителем по политической части был Николай Никифорович Крук, а по лечебной — Фрейдман. Из Москвы вместе с санаторием приехали: М. П. и А. П. Борисовы, И. В. Воронцов, А. В. Воротягина, Б. Г. Голубицкая, К. Л. Григорьева, Л. А. и А. П. Рыбаковы, С. Я. Соломенный и другие.
В мае 1943 года Центральный санаторий РККА вернулся в подмосковное Архангельское. Вместе с ним был вывезен обратно и музей-усадьба «Архангельское». Вместо выехавшего санатория-госпиталя на «Уральском машинострителе» был размещён военный туберкулёзный санаторий «Марфино». В послевоенные годы его сменил неврологический санаторий ВЦСПС.
В начале 1950-х годов здесь располагался Уральский политехникум, который переехал в корпус-новострой МИФИ-2 в 1956 году. Уже 1 сентября 1957 года в бывших зданиях санатория открылась школа-интернат № 53.
В апреле 1985 года в память о работниках госпиталя в военные годы на здании бывшего санатория по решению исполкома городского совета Новоуральска — Свердловска-44 установили мемориальную доску с надписью: «Во время Великой Отечественной войны здесь с 1941-го по 1943 год находилось отделение Центрального клинического санатория-госпиталя Красной Армии "Архангельское"». Ныне памятная доска находится в музее школы № 53. Право открыть доску было предоставлено: Сивачеву Алексею Алексеевичу — заслуженному учителю РСФСР и ветерану войны, почётному гражданину города, Залесовой Софье Георгиевне — бывшей сотруднице санатория, Спиридоновой Руфине Алексеевне — ветерану войны, врачу школы-интерната.
В 2006 году была снесена одна из сохранившихся построек санатория — здание клуба-столовой. Снос первого этажа здания был затруднителен: позднее оказалось, что он сложен из кирпича, изготовленного на заводах М. Е. Скороходова.